# Parker Lewis Can't Lose
Parker Lewis Can't Lose (conocida en español como Parker Lewis nunca pierde o Parker Lewis, el ganador) es una telecomedia juvenil  americana (1990-1993). Protagonizada por Corin Nemec, Billy Jayne, Troy Slaten, Melanie Chartoff, Taj Johnson y Abraham Benrubi.
Tuvo tres temporadas, sumando un total de setenta y tres episodios, de treinta minutos de duración cada uno.

## Sinopsis
Relatada en primera persona por su personaje principal, Parker Lewis, cuenta las aventuras de un grupo de tres amigos: Parker, Mickey y Jerry (este último más que un amigo era una especie de asistente), en el Instituto de Enseñanza Media Santo Domingo durante los bulliciosos años de la pubertad. En la última temporada, Annie Sloan se convierte en la novia de Parker. Los antagonistas de Parker eran Grace Musso, directora del instituto; Frank Lemer, el ayudante especial de obediencia de la directora, y Shelly, hermana menor de Parker. 

La particularidad del montaje de la serie y sus efectos especiales dotaban a la misma de un estilo próximo a los dibujos animados.
La serie empezó con una primera temporada caricaturesca y nada convencional y fue limando los rasgos más característicos y divertidos de cada personaje hasta convertirse en una serie mucho más próxima a la típica comedia adolescente, perdiendo gran parte de su gracia por el camino.

## Personajes principales
- Parker Lloyd Lewis (Corin Nemec): El protagonista de la serie. Está inspirado en Ferris Bueller. Es un chico muy popular en la escuela, es muy seguro de sí mismo y nunca abandona a un amigo. Constantemente es perseguido por Grace Musso (Melanie Chartoff), quien cree que tanto Parker como sus amigos son los principales males de la escuela. Con el correr de la serie se consigue novia estable: Annie Sloan (Jennifer Guthrie). Cada vez que tiene algún plan, suele decir la recordada frase de «Caballeros, ¡¡sincronicemos relojes!!».

- Michael Patrick «Mikey» Randall (Billy Jayne): Es uno de los mejores amigos de Parker. Toca la guitarra y se viste al estilo de James Dean.

- Jerry Steiner (Troy Slaten): El otro gran amigo de Parker. Suele llevar un abrigo del cual salen los elementos más inesperados que lo ayudan tanto a sí mismo como a Parker en los apuros más raros. Desde chico que es amigo de la hermana de Parker, Shelly Lewis (Maia Brewton), hasta el punto en el que empiezan a salir, a pesar de que Shelly es muy manipuladora y es la némesis de Parker.

- Grace Musso (Melanie Chartoff): La directora de la preparatoria Santo Domingo. Es una mujer de unos cuarenta años, estricta con los estudiantes. Archienemiga de Parker Lewis y de sus dos amigos. Adicta a las compras. Tiene un ayudante, Frank Lemmer (Taj Johnson), que la obedece ciegamente en todas sus decisiones.

- Frank Lemmer (Taj Johnson): El ayudante de Musso (Melanie Chartoff). Siempre viste de negro y llega a confundírselo con un vampiro en varias ocasiones. Está obsesionado con las estrategias, las tácticas de guerra y la política. Por un tiempo, estuvo saliendo con la sobrina de Grace Musso.

- Shelly Ann Lewis (Maia Brewton): La hermana pequeña de Parker Lewis (Corin Nemec). Siempre está tratando de generarle problemas a Parker. Su frase favorita es «Mi hermano es hombre muerto». Con el correr de los capítulos, termina en un noviazgo con Jerry Steiner (Troy Slaten), a quien conoce desde la niñez. Es una persona muy manipuladora por momentos y con una gran enemistad con Parker Lewis.

- Francis Lawrence «Larry» Kubiac III (Abraham Benrubi): El grandote de la clase que vive en el baño nro. 12. Con sus setecientas veinte libras, es el más fuerte de la preparatoria Santo Domingo y pasa de ser un matón a secas a un matón con buen corazón. Su frase favorita es «¿Voy a comer ahora?». A pesar de lo tonto que pueda parecer, Francis es más inteligente de lo que aparenta. Pero finge no serlo para cuidar su imagen. También es capitán en el equipo de fútbol americano del colegio.

- Annie Sloan (Anne Bloom): En capítulos avanzados, Parker se consigue una novia, Annie, que termina siéndolo hasta finalizada la serie. Es muy comprensiva hacia los demás y tiene confianza ciega en Parker en todo momento.

- Martin Lloyd «Marty» Lewis (Timothy Stack): Es el padre de Parker. Es seguro de sí mismo y, a pesar de ser un hombre, finge cuidar su respeto con Francis.

## Emisión internacional
En Hispanoamérica también se le conoció como Parker Lewis, el ganador; en Venezuela se transmitió a través de Venevisión. En Chile a través de Canal 13. En Argentina a través de Canal 2, en Panamá a través de Telemetro Canal 13. En Costa Rica a través de Canal 6. En Colombia por el Canal Uno, en El Salvador fue transmitido por TCS por medio de Canal 6, en Perú por Frecuencia Latina y Canal A, y en Uruguay por canal 4 de Monte Carlo TV. 
En Latinoamérica, en 2012, se transmitía por SONY SPIN por las mañanas, de 7:00 a 8:00 (hora de México), con repeticiones durante el día.
En España fue emitida en todas las cadenas autonómicas durante los años noventa y, una década después, fue emitida a nivel nacional en Cuatro. Ha sido doblada al castellano, catalán, gallego y euskera; en el País Vasco se la emitió en euskera en ETB 1 y en castellano en ETB 2.